# Aixa Galiana
Aixa Galiana (finales del siglo X a tercera década del siglo XI) del árabe أكس جلين Reina de la taifa de Talavera de la Reina, esposa del rey Jazmín Hiaya
Nace en Toledo a finales del siglo X, sobrina del último rey moro de Toledo, Al-Qadir y por lo tanto de sangre noble, en los últimos años previos a la conquista de la capital por los cristianos. Las continuas luchas entre nobles toledanos hacen que Al-Qadir, quien en varias ocasiones ha contado con la ayuda del rey cristiano de Castilla Alfonso VI, envíe a su sobrina al exilio para proteger su vida.
Aixa Galiana, había sido prometida en el momento de su nacimiento, como era la tradición entre los musulmanes, al futuro rey de Talavera Jazmín Hiaya.
La pequeña Aixa Galiana, fue conducida a la ciudad de Ávila donde le acogió la familia de Raimundo de Borgoña y su mujer Urraca, quienes la dieron una notable educación y terminaron por convertirla al cristianismo, siendo bautizada en la ciudad de Ávila. Las crónicas medievales dicen que la princesa Aixa Galiana era una joven de gran belleza y nobles castellanos, moros e incluso de otros reinos hispánicos estuvieron interesados en casarse con ella. Sin embargo fue con un joven de la propia ciudad abulense con quien se casó por amor. Nalvillos Blázquez, hijo de Ximén Blázquez, noble encargado por el trono castellano de la repoblación de Ávila y los valles bajo la sierra de Gredos. La familia Blázquez dio posteriormente origen a los Dávila.
Aixa había sido bautizada con el nombre cristiano de Urraca. Durante un viaje de su esposo por el norte de Extremadura. El joven rey talaverano, con el que había estado prometida en su niñez, visitó Ávila con motivo de la venta de unas tierras a la familia de los Borgoña y  y conoce a su antigua prometida. Parece ser que durante esos días ambos establecieron una relación afectiva y Aixa decidió volver a Talavera de la Reina, donde se desposó con el Rey de la taifa.
Nalvillos Blázquez al volver de su viaje, conoció la noticia y preso de los celos reunió un ejército de 300 hombres y se dirigió a Talavera. Allí los ejércitos cristianos asediaron la ciudad y terminaros por penetrar a través de las murallas prendiendo al Rey y a la Reina Aixa en el Alcázar. Ambos fueron conducidos a un paraje llamado la Alcoba, cerca de Talavera la Nueva donde fueron ejecutados.